# Aldachildo
Aldachildo ist ein Dorf auf der Insel Lemuy, die im Süden Chiles in der Región de los Lagos der größeren Insel Chiloé im Osten vorgelagert ist.

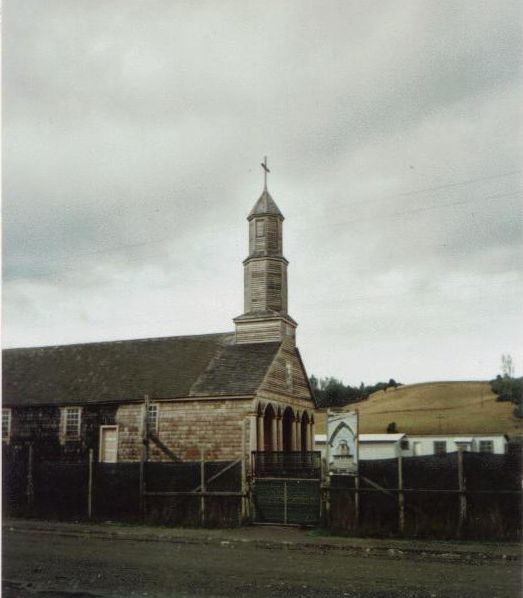
Kirche Jesús Nazareno

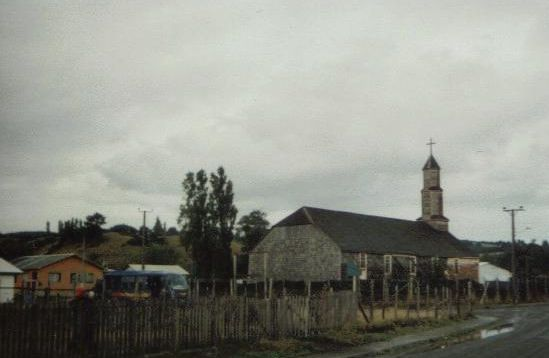
Kirche Jesús Nazareno

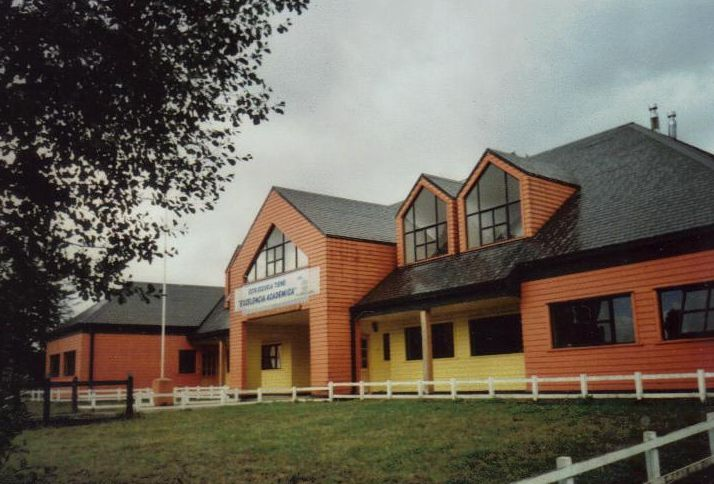
Schule

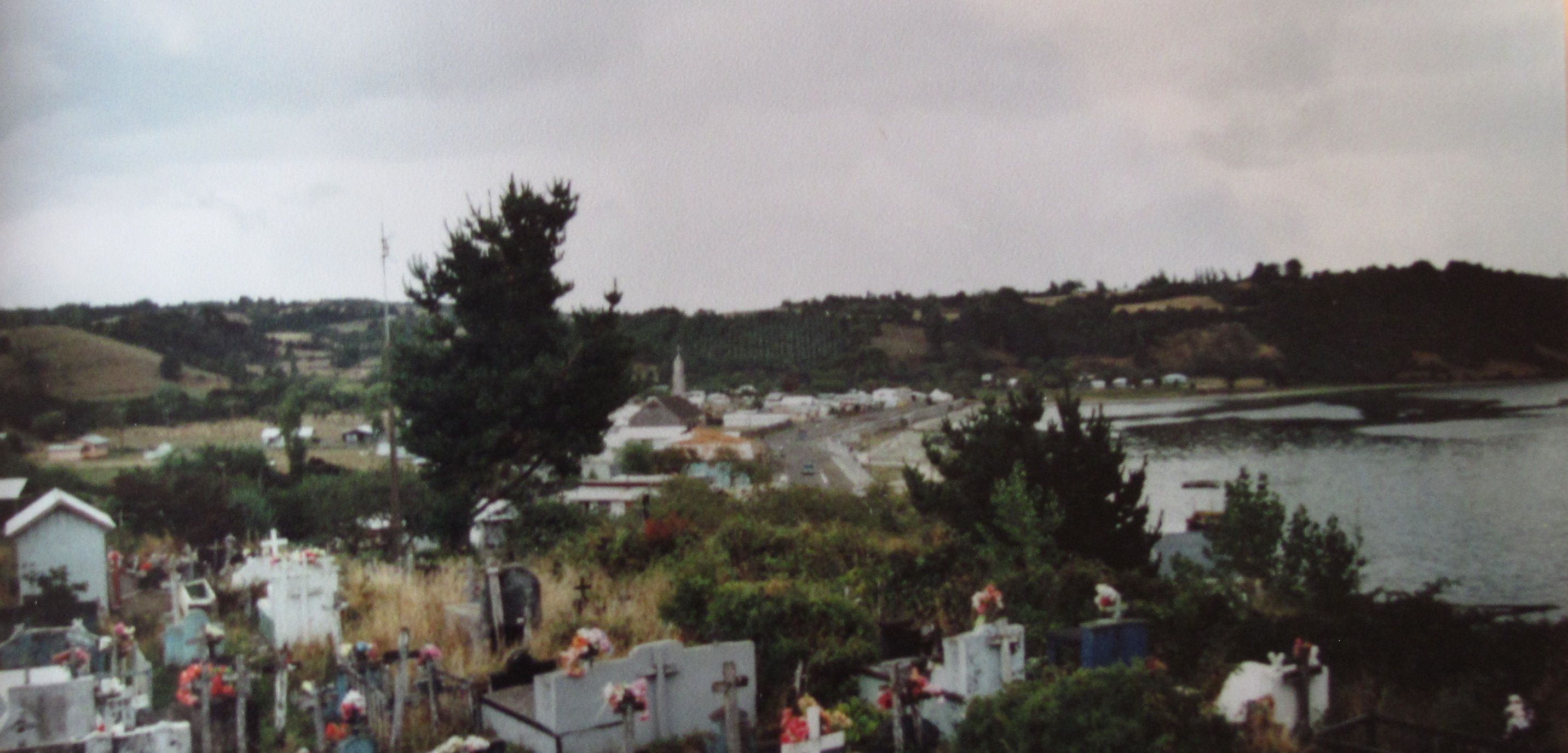
Gesamtansicht

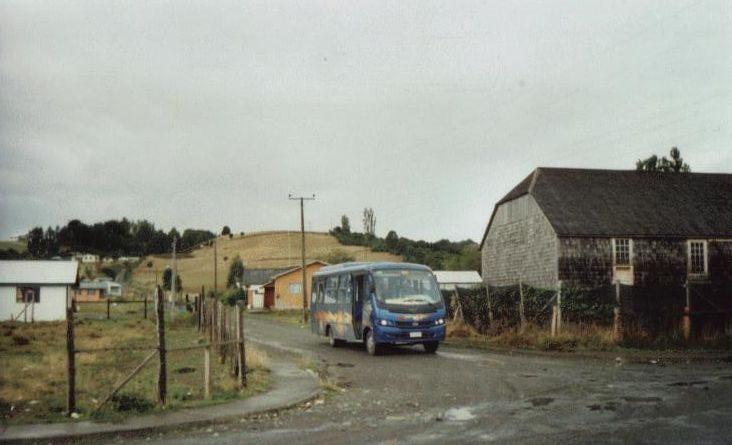
Ortsmitte

## Lage
Aldachildo, das an der Nordküste der hügeligen Insel Lemuy liegt, bildet mit acht anderen Ortschaften zusammen die Gemeinde (Comuna) Puqueldón mit 4160 Einwohnern (2002), deren Gebiet die gesamte Insel mit ihren 97 km² Fläche umfasst. Die Entfernung nach Puqueldón, dem größten Ort der Insel und Sitz der Gemeindeverwaltung, beträgt 10 km.

## Sehenswertes
Aldachildo wird wegen seiner sehenswerten Holzkirche Iglesia Jesús Nazareno viel besucht. Die Kirche wurde 1910 in der Mitte des Dorfes nahe der Küste erbaut, um mit ihrem Turm den Seefahrern und Fischern eine Orientierungshilfe zu sein. Als Baumaterial diente hauptsächlich das widerstandsfähige Holz der Coihue-Südbuche, das selbst in dem feuchten Klima Südchiles nicht fault, doch auch Zypressen- und Lärchenholz wurden verwendet.
Gegen Ende des 20. Jahrhunderts bestanden bereits Pläne, die Kirche in Aldachildo zu schließen und sie durch einen modernen Neubau zu ersetzen. Am 10. August 1999 wurde sie zum Nationalen Kulturdenkmal erklärt, bevor sie im November 2000 in das Weltkulturerbe der UNESCO aufgenommen wurde. Renovierungen – vor allem im Bereich von Turm und Fassade – erfolgten 2005 und 2007.
Wie bei allen Holzkirchen der Inseln Lemuy und Chiloé üblich, wurden bei dem Bau der Kirche in Aldachildo keine Nägel aus Metall, sondern Nieten aus Holz verwendet, da Metall sehr knapp war. Die dreischiffige Kirche hat einen weithin sichtbaren Giebelreiter mit einem Zeltdach, der in drei Teile gegliedert ist. Wie für die Holzkirchen ihrer Art typisch, hat auch die Holzkirche in Aldachildo einen Portikus mit Bögen. In diesem Fall sind sieben Bögen vorhanden, von denen im Gegensatz zu vergleichbaren Kirchenbauten vier Rund- und nur drei Spitzbögen sind. Im Bereich des Portikus hat die Kirche in Aldachildo nur einen Eingang, der in das Mittelschiff führt, und nicht für jedes der drei Kirchenschiffe einen eigenen Eingang wie die meisten andern Holzkirchen auf Chiloé und Lemuy. Darin ähnelt sie der Kirche in Dalcahue auf Chiloé, die jedoch erheblich größer ist.
Im Innern der Kirche, das mit Schindeln aus Lärchenholz ausgekleidet ist, fallen im Mittelschiff die zahlreichen Malereien auf, die rote und gelbe Blumen darstellen. Die gewölbte Decke der Kirchenschiffe ist blau gehalten und mit Sternen verziert.

## Verkehrsverbindungen und Infrastruktur
Die Insel Lemuy ist von Chonchi auf der größeren Insel Chiloé mit einer stündlich verkehrenden Fähre leicht zu erreichen, die Überfahrt dauert nur wenige Minuten.
Von Chulchuy, dem Fährhäfen Lemuys, sind alle Orte der Insel über Asphalt- bzw. Schotterstraßen gut zu erreichen. Aldachildo liegt an Endpunkt einer bei jedem Wetter befahrbaren Straße und ist 5 km von San Martín, dem Mittelpunkt der Insel, entfernt. Mehrmals am Tage verkehren Busse von und nach Aldachildo, einige Male täglich besteht sogar eine Direktverbindung nach Castro, der Hauptstadt der Provinz Chiloé. Der nächstgelegene Flughafen befindet sich in Puerto Montt auf dem chilenischen Festland.
Landwirtschaft – vor allem Viehzucht – und Fischerei sind die Haupterwerbsquellen der Bevölkerung der Insel Lemuy und damit auch von Aldachildo, das eines der ältesten Dörfer Lemuys ist. Um das Dorf herum liegen mehrere Farmen. Aldachildo verfügt über vier Geschäfte und eine moderne Schule. Vom Friedhof, der an einem Hügel im Osten des Dorfes angelegt wurde, bietet sich ein Rundblick über Aldachildo und seine Umgebung.